# Porta Nuova (Bergamo)
Porta Nuova (già Barriera delle Grazie ) è una porta monumentale della città di Bergamo.

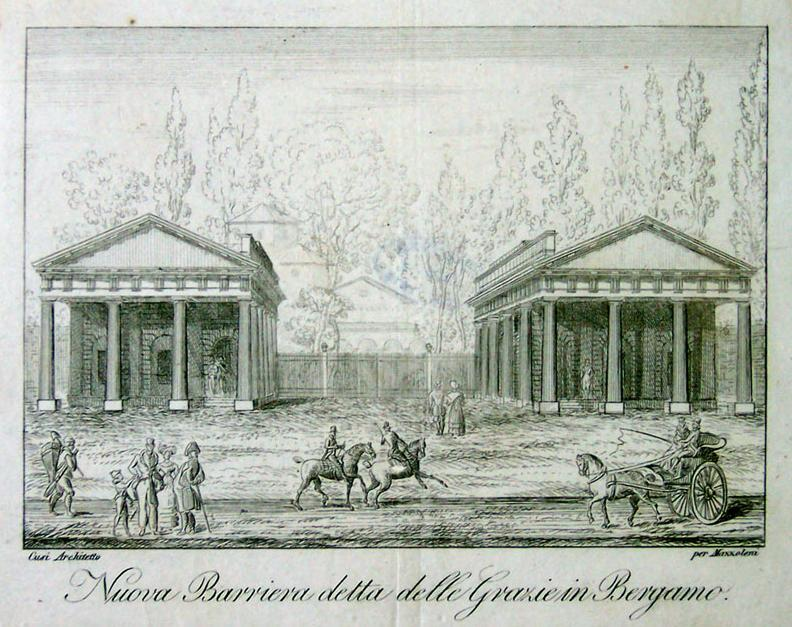
Il progetto del Cusi in un'acquaforte del 1830.

Venne realizzata in stile neoclassico nel 1837, in occasione dell'ingresso in città di Ferdinando I d'Austria (1838), su un precedente progetto del 1828 dell'architetto Giuseppe Cusi, affiancato nella realizzazione da Ferdinando Crivelli. La nuova porta fu inaugurata in occasione dell'apertura della fiera alessandrina il 20 agosto del 1837.
La costruzione dei propilei e del viale Papa Giovanni, che inizialmente prese il nome di via Ferdinandea in onore della visita del regnante e che collega la stazione ferroviaria austriaca alla funicolare che sale nella parte alta della città, obbligò alla demolizione del convento e della chiesa di Santa Maria delle Grazie.